# 南充市
南充市，古称果州、顺庆，是中华人民共和国四川省下辖的地级市，位于四川省东北部。市境东邻达州市、巴中市，北连广元市，西接绵阳市、遂宁市，南接广安市。地处四川盆地东北部，北部为川北低山区，南部为川东丘陵区。嘉陵江自北往南纵贯市境，于城区与西充河交汇。全市总面积12,482平方公里，人口636.4万，市人民政府驻顺庆区。南充是全省重要的商品粮和农副产品生产基地，其盛产的柑橘和丝绸闻名于世，有果城、绸都之称，亦是中国优秀旅游城市、国家园林城市、成渝经济区北部中心城市和川东北地区经济、文化、信息、商贸物流中心和交通枢纽。

## 历史
南充历史悠久，汉高帝五年（前202年）设安汉县伊始，是一座拥有2200多年建城历史的历史文化名城，历代均为郡、州、府、路、道、署治所。汉高祖刘邦遇危，志士纪信舍身解荥阳之危，有“诳楚存汉”之功，遂置安汉县（县治在今南充市顺庆区舞凤街道清泉坝五里店），属巴郡。新朝初始元年（8年），王莽改县名为安新。东汉更始三年（25年）刘秀复安汉县。献帝兴平元年（194年），为巴郡治所。献帝建安六年（201年），刘璋乃改巴郡为巴西郡，安汉成属县。
刘宋元嘉二十八年（451年），巴西郡因僚人所据，安汉侨置在今绵阳市附近，属巴西侨郡。南梁时，安汉县迁至南充市搬罾乡石笱坝，为南宕渠郡治所。隋开皇三年（583年）属隆州。开皇十八年（598年），因原有南充国县（註：充国县後期被分為西充國縣、南充國縣）旧名，安汉县又地处南充国县之南，故改安汉县为南充县。
順慶府是於南宋至中華民國元年1912年期間存在的对于今天的南充市行政區劃的稱謂。其行政區劃大致相當於今天的南充市（不含閬中市和南部县）、廣安市和达州市的大竹县、渠县。順慶的名稱最早起源於南宋理宗寶慶三年（1227年）。跟重慶得名一致：在南宋理宗未繼位之前曾任果州（順慶府前身）團練使。登基後，正式下詔將其最初做官的「果州」升格為「順慶府」。後歷代均為府、路建制。
1912年，民國改革行政區劃，將全國多數州、府裁撤為縣。於是順慶府遂更名為「南充縣」，「順慶」之名消失。至1950年川北行署成立時，由南充縣析置縣級南充市，為省級川北行署的直轄市，相當於省會城市。又置南充专区、南充地区。1993年，撤销南充地区，设置地级南充市。

## 地理

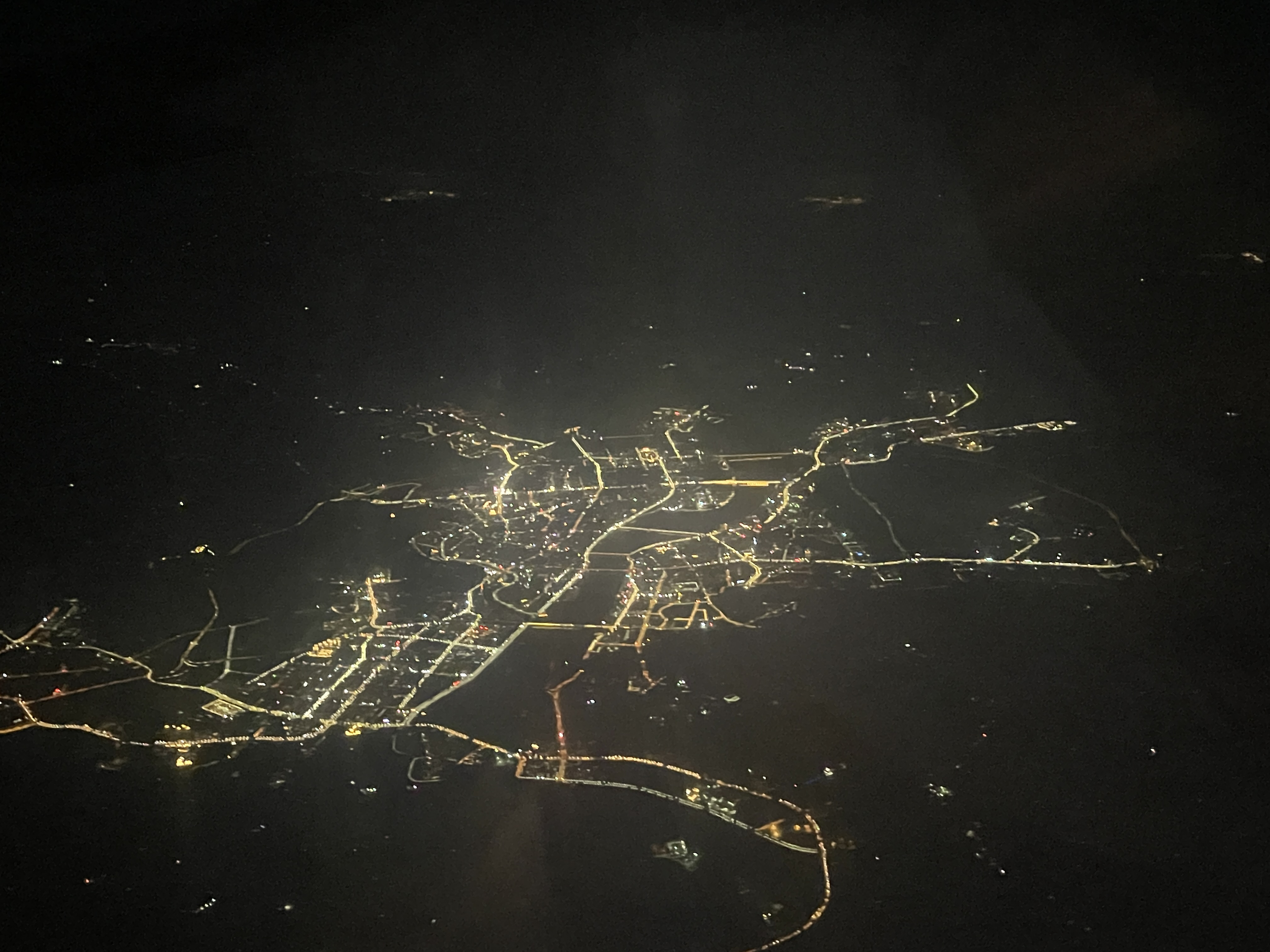
南充市区俯瞰

南充市地处四川盆地中北部、嘉陵江中游。全境可分为北部低山区和南部丘陵区两大地貌单元，地势从北向南倾斜，海拔256～889米。浅丘平坝、中丘中谷、高丘低山类型大体各占1/3。地貌类型以丘陵为主。
南充市属亚热带季风气候，四季分明。冬季阴凉潮湿，但严寒天气少见，气温变化比较和缓。夏季闷热潮湿，35℃及以上的高温天气常见。春季和秋季比较舒适。最冷月（1月）平均气温6.4℃，最热月（8月）平均气温27.5℃。年平均气温17.3℃。年均降水量987.2毫米。年日照时数仅1135.3小时。
| 南充市高坪区气象数据（1981年至2010年）                | 南充市高坪区气象数据（1981年至2010年） | 南充市高坪区气象数据（1981年至2010年） | 南充市高坪区气象数据（1981年至2010年） | 南充市高坪区气象数据（1981年至2010年） | 南充市高坪区气象数据（1981年至2010年） | 南充市高坪区气象数据（1981年至2010年） | 南充市高坪区气象数据（1981年至2010年） | 南充市高坪区气象数据（1981年至2010年） | 南充市高坪区气象数据（1981年至2010年） | 南充市高坪区气象数据（1981年至2010年） | 南充市高坪区气象数据（1981年至2010年） | 南充市高坪区气象数据（1981年至2010年） | 南充市高坪区气象数据（1981年至2010年） |
| 月份                                                  | 1月                                    | 2月                                    | 3月                                    | 4月                                    | 5月                                    | 6月                                    | 7月                                    | 8月                                    | 9月                                    | 10月                                   | 11月                                   | 12月                                   | 全年                                   |
| ----------------------------------------------------- | -------------------------------------- | -------------------------------------- | -------------------------------------- | -------------------------------------- | -------------------------------------- | -------------------------------------- | -------------------------------------- | -------------------------------------- | -------------------------------------- | -------------------------------------- | -------------------------------------- | -------------------------------------- | -------------------------------------- |
| 历史最高温 °C（°F）                                   | 19.4 (66.9)                            | 23.0 (73.4)                            | 30.2 (86.4)                            | 35.2 (95.4)                            | 37.2 (99.0)                            | 36.8 (98.2)                            | 39.6 (103.3)                           | 41.4 (106.5)                           | 41.9 (107.4)                           | 34.1 (93.4)                            | 25.7 (78.3)                            | 17.4 (63.3)                            | 41.9 (107.4)                           |
| 平均高温 °C（°F）                                     | 9.2 (48.6)                             | 12.0 (53.6)                            | 16.7 (62.1)                            | 22.5 (72.5)                            | 26.9 (80.4)                            | 28.9 (84.0)                            | 31.7 (89.1)                            | 32.0 (89.6)                            | 27.0 (80.6)                            | 21.1 (70.0)                            | 16.1 (61.0)                            | 10.3 (50.5)                            | 21.2 (70.2)                            |
| 日均气温 °C（°F）                                     | 6.5 (43.7)                             | 8.8 (47.8)                             | 12.7 (54.9)                            | 17.8 (64.0)                            | 22.1 (71.8)                            | 24.7 (76.5)                            | 27.3 (81.1)                            | 27.1 (80.8)                            | 22.9 (73.2)                            | 17.8 (64.0)                            | 13.0 (55.4)                            | 7.8 (46.0)                             | 17.4 (63.3)                            |
| 平均低温 °C（°F）                                     | 4.3 (39.7)                             | 6.3 (43.3)                             | 9.7 (49.5)                             | 14.2 (57.6)                            | 18.4 (65.1)                            | 21.4 (70.5)                            | 23.9 (75.0)                            | 23.5 (74.3)                            | 20.1 (68.2)                            | 15.5 (59.9)                            | 10.7 (51.3)                            | 5.9 (42.6)                             | 14.5 (58.1)                            |
| 历史最低温 °C（°F）                                   | −2.2 (28.0)                            | −0.4 (31.3)                            | 1.2 (34.2)                             | 4.9 (40.8)                             | 9.5 (49.1)                             | 14.3 (57.7)                            | 18.9 (66.0)                            | 17.4 (63.3)                            | 13.3 (55.9)                            | 3.5 (38.3)                             | 2.2 (36.0)                             | −3.4 (25.9)                            | −3.4 (25.9)                            |
| 平均降水量 mm（）                                     | 15.7 (0.62)                            | 18.1 (0.71)                            | 33.9 (1.33)                            | 70.7 (2.78)                            | 116.7 (4.59)                           | 155.4 (6.12)                           | 190.6 (7.50)                           | 145.9 (5.74)                           | 127.5 (5.02)                           | 72.7 (2.86)                            | 37.9 (1.49)                            | 17.5 (0.69)                            | 1,002.6 (39.45)                        |
| 平均降水天数                                          | 8.9                                    | 8.6                                    | 10.7                                   | 12.5                                   | 13.5                                   | 13.6                                   | 12.8                                   | 10.1                                   | 14.6                                   | 14.0                                   | 10.6                                   | 8.3                                    | 138.2                                  |
| 平均相對濕度（％）                                    | 85                                     | 81                                     | 77                                     | 76                                     | 74                                     | 79                                     | 79                                     | 77                                     | 81                                     | 84                                     | 84                                     | 85                                     | 80                                     |
| 月均日照時數                                          | 31.7                                   | 43.6                                   | 81.7                                   | 118.4                                  | 130.7                                  | 122.6                                  | 168.6                                  | 193.8                                  | 96.5                                   | 67.5                                   | 53.3                                   | 26.9                                   | 1,135.3                                |
| 可照百分比                                            | 10                                     | 14                                     | 22                                     | 31                                     | 31                                     | 29                                     | 39                                     | 47                                     | 26                                     | 19                                     | 17                                     | 9                                      | 26                                     |
| 来源：中国气象局（1971−2000年间的降水天数和日照数据） |                                        |                                        |                                        |                                        |                                        |                                        |                                        |                                        |                                        |                                        |                                        |                                        |                                        |

### 河流
南充市境内主要的河流有嘉陵江、西河、东河、清溪河、枸溪河、白溪河、螺溪河、西充河，均属于长江流域。

## 政治

### 现任领导
| 机构     | · 中国共产党 · 南充市委员会 | 南充市人民代表大会 常务委员会 | 南充市人民政府    | · 中国人民政治协商会议 · 南充市委员会 | 南充市监察委员会   |
| 职务     | 书记                        | 主任                          | 市长              | 主席                                  | 主任               |
| -------- | --------------------------- | ----------------------------- | ----------------- | ------------------------------------- | ------------------ |
| 姓名     | 张冬云                      | 潘国华                        | 黄志权            | 廖伦志                                | 王军               |
| 民族     | 汉族                        | 汉族                          | 汉族              | 汉族                                  | 汉族               |
| 籍贯     | 四川省达州市                | 四川省内江市                  | 四川省隆昌市      | 四川省达州市                          | 四川省射洪市       |
| 出生日期 | 1969年12月（55歲）          | 1963年4月（62歲）             | 1970年9月（54歲） | 1964年1月（61歲）                     | 1968年12月（56歲） |
| 就任日期 | 2024年1月                   | 2022年1月                     | 2025年8月         | 2022年1月                             | 2021年7月          |

### 历任领导
| 市委书记 - 李正培（1993年11月－1996年12月） - 敬中春（1996年12月－2001年12月） - 黄顺福（2001年12月－2004年12月） - 王宁（2004年12月－2007年6月） - 刘宏建（2007年6月－2014年12月） - 李仲彬（2014年12月－2016年7月） - 宋朝华（2016年7月－2021年7月） - 刘强（2021年7月－2022年3月） - 朱家德（2022年3月－2023年2月） - 古正举（2023年2月－2023年11月） - 张冬云（2024年1月－） | 市长 - 向阳（1993年12月－1997年2月） - 李川（1997年2月－1997年12月） - 杜元耀（1997年12月－1998年12月） - 吴果行（1998年12月－2001年12月） - 杜光辉（2001年12月－2006年2月） - 高先海（2006年2月－2012年1月） - 向东（2012年1月－2016年2月） - 宋朝华（2016年2月－2016年9月） - 吴群刚（2016年9月－2021年7月） - 古正举（2021年7月－2023年2月） - 尹念红（2023年2月－2025年8月） - 黄志权（2025年8月－） |

### 行政区划
南充市下辖3个市辖区、5个县，代管1个县级市。
- 市辖区：顺庆区、高坪区、嘉陵区
- 县级市：阆中市
- 县：南部县、营山县、仪陇县、蓬安县、西充县

## 人口
根据2020年第七次全国人口普查，全市常住人口为5,607,565人。同第六次全国人口普查的6,278,614人相比，十年共减少了671,049人，下降10.69%，年平均增长率为-1.12%。其中，男性人口为2,841,682人，占总人口的50.68%；女性人口为2,765,883人，占总人口的49.32%。总人口性别比（以女性为100）为102.74。0－14岁的人口为881,655人，占总人口的15.72%；15－59岁的人口为3,268,071人，占总人口的58.28%；60岁及以上的人口为1,457,839人，占总人口的26%，其中65岁及以上的人口为1,160,245人，占总人口的20.69%。居住在城镇的人口为2,815,934人，占总人口的50.22%；居住在乡村的人口为2,791,631人，占总人口的49.78%。

### 民族
全市常住人口中，汉族人口为5,583,733人，占99.58%；各少数民族人口为23,832人，占0.42%。与2010年第六次全国人口普查相比，汉族人口减少686,449人，下降10.95%，占总人口比例下降0.29个百分点；各少数民族人口增加15,400人，增长182.64%，占总人口比例增加0.29个百分点。

## 交通
- 铁路：达成铁路，兰渝铁路， 汉巴南高速铁路（南充北至巴中东段已开通）以及正在建设中的 成达万高速铁路在南充交汇。南充有南充站和南充北站两座铁路客运站，有开往东北、华北、西北、华东、华中、西南和华南方向的列车。规划建设南绵铁路、南泸铁路。
- 航空：南充高坪机场开通了飞往上海、北京、广州、深圳、昆明、西安、三亚、杭州、拉萨九条航线。高坪机场已新建2800×60米新跑道，原2400×45米旧跑道改为平行滑行道。2014年开工扩建航站楼，2016年完工后为川东北最大最先进的航空港。
- 公路： 318国道、 212国道交汇， 沪蓉高速公路、 兰海高速公路、 南充绕城高速公路、 成巴高速公路、 张南高速公路、 遂西高速公路、 巴南广（安）高速公路7条高速公路以及正在修建的绵西高速公路、 万绵高速。南德、绵巴、阆仪、仪营、第二绕城高速正在规划中。
- 航运：嘉陵江可通航1000吨的船只（正在渠化，2008年完工，2012年正式通航）。南充港都京作业区已于2013年底开通运营，2014年处开通集装箱业务。

## 著名景观

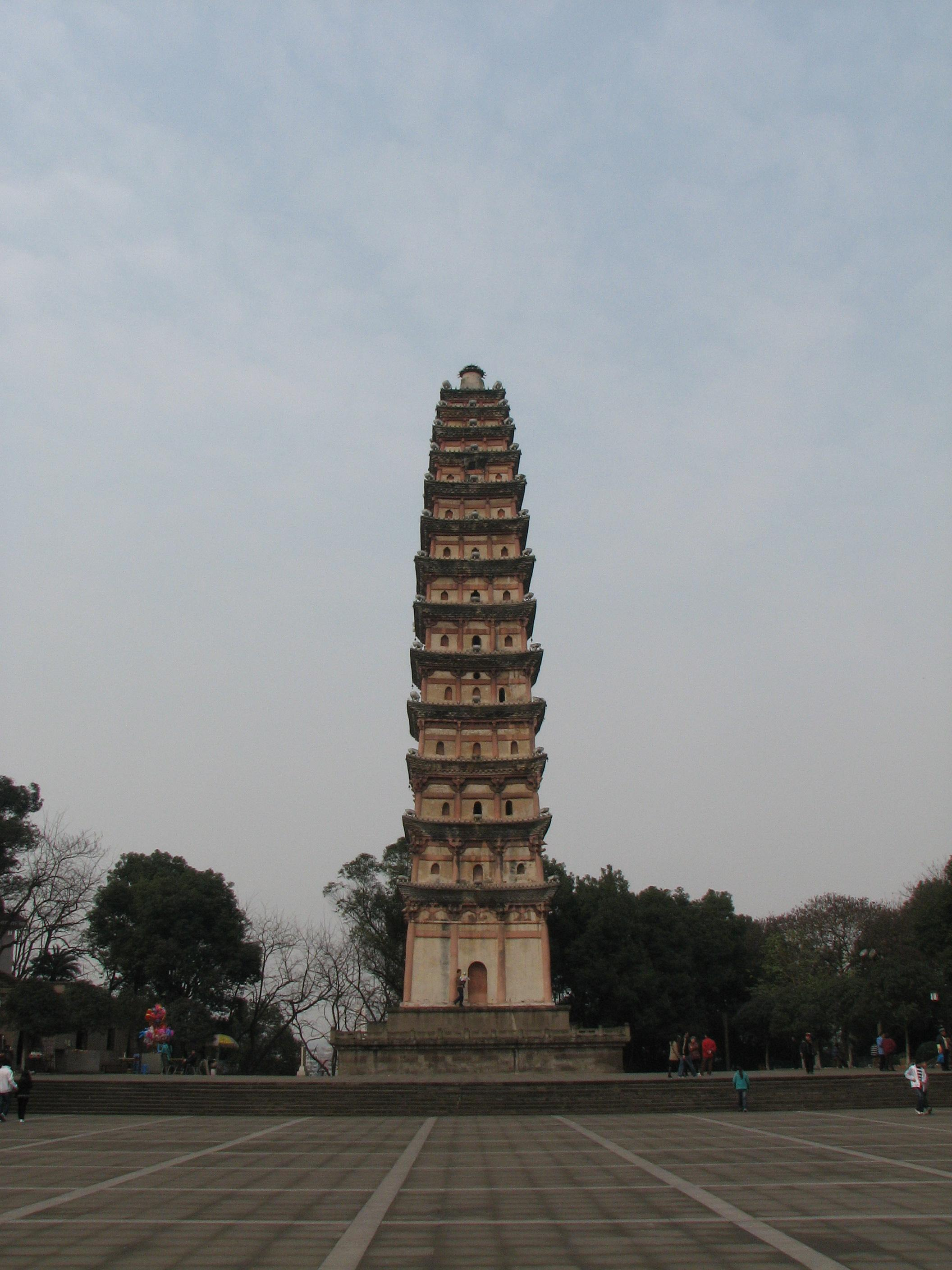
南充白塔公園无量宝塔

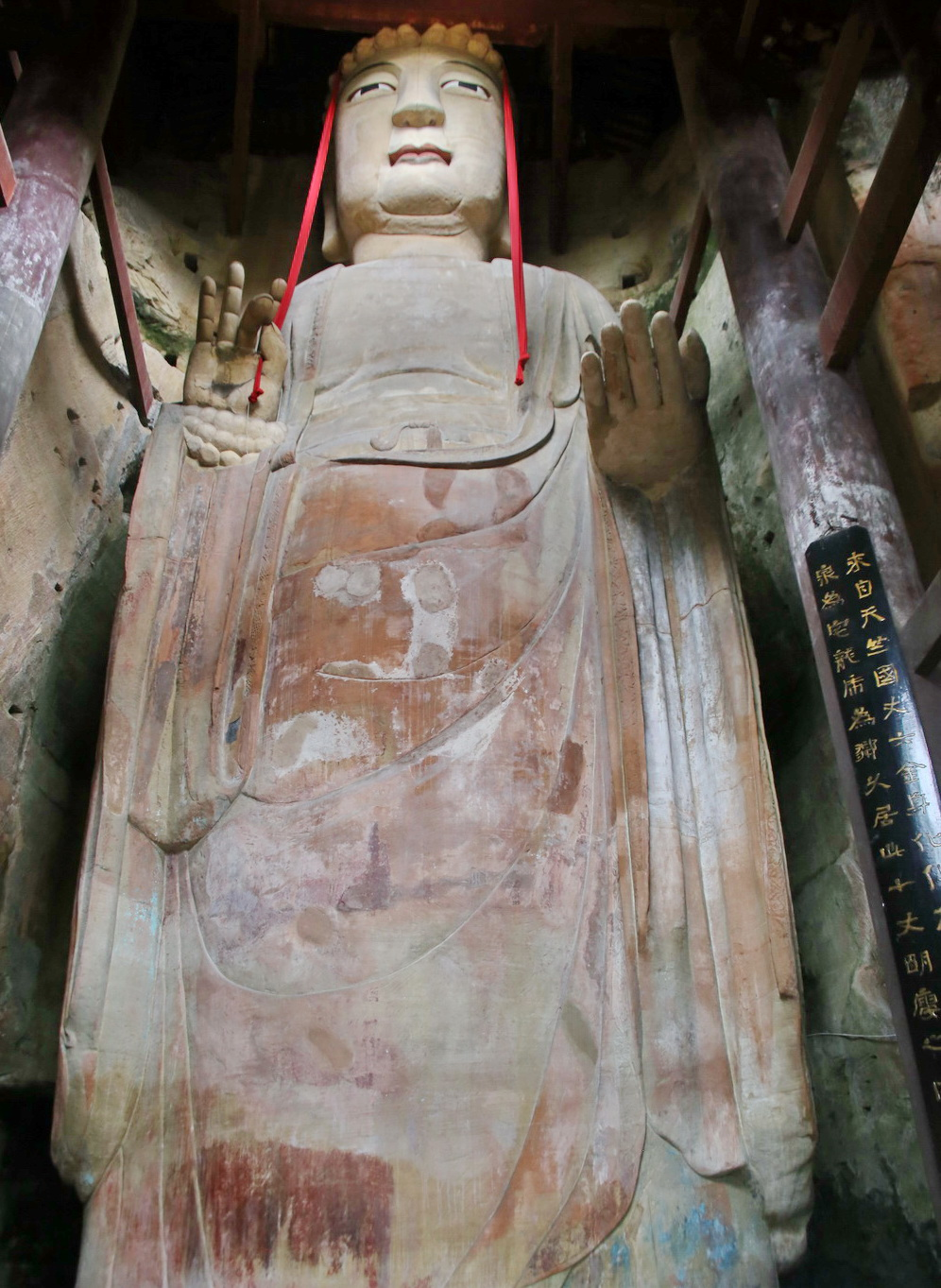
南部縣禹迹山摩崖造像

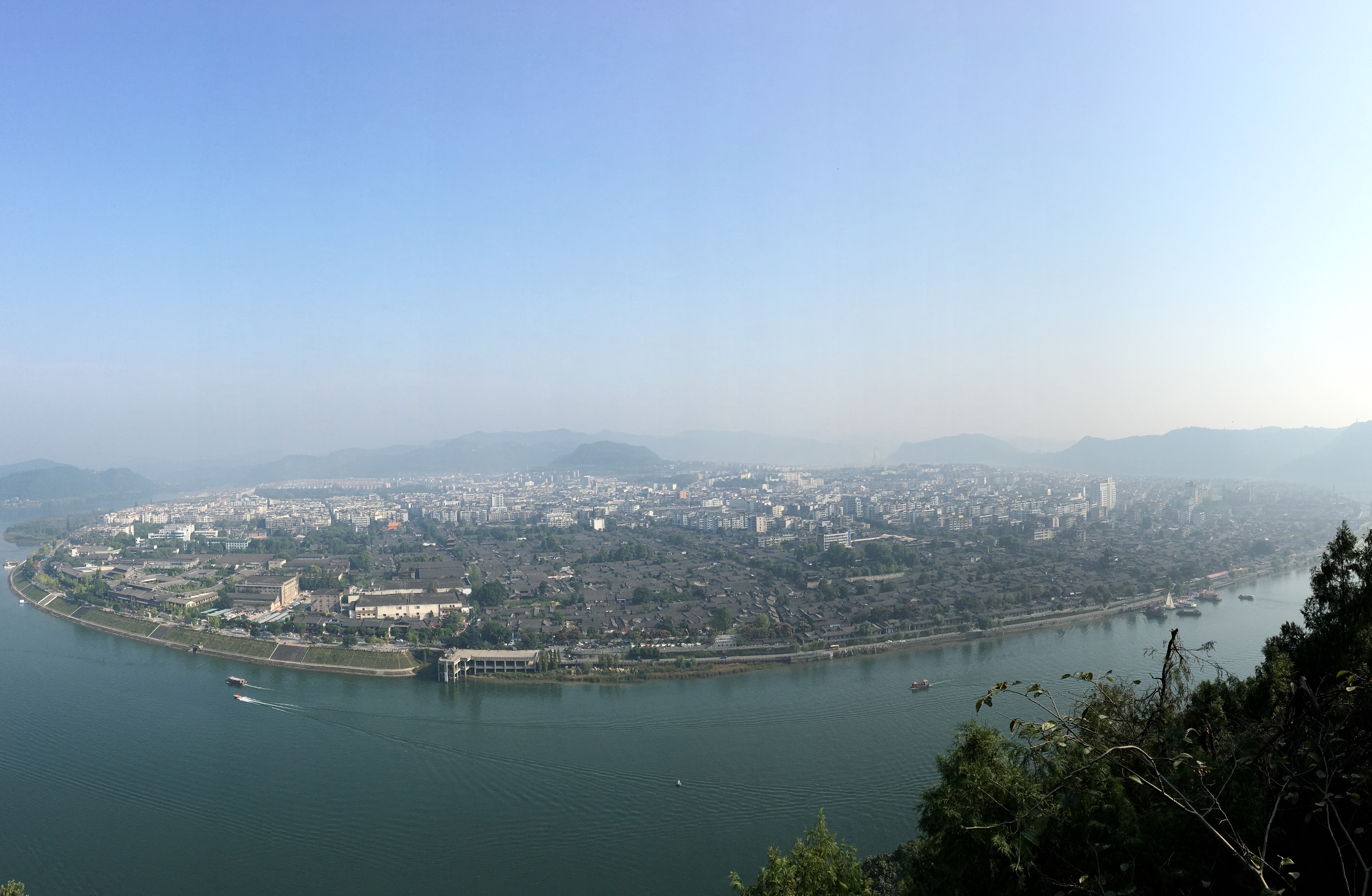
阆中古城

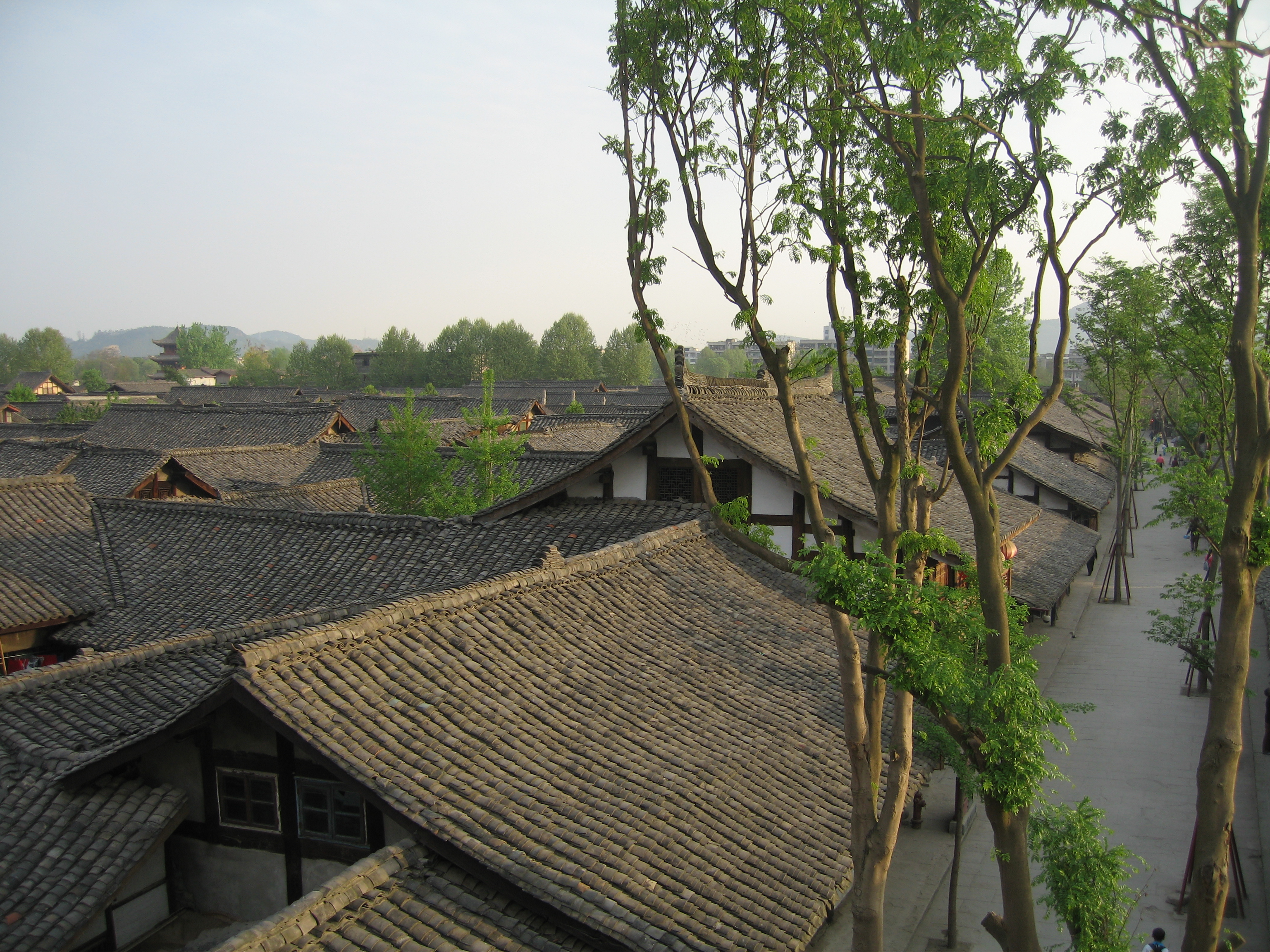
阆中古城街景

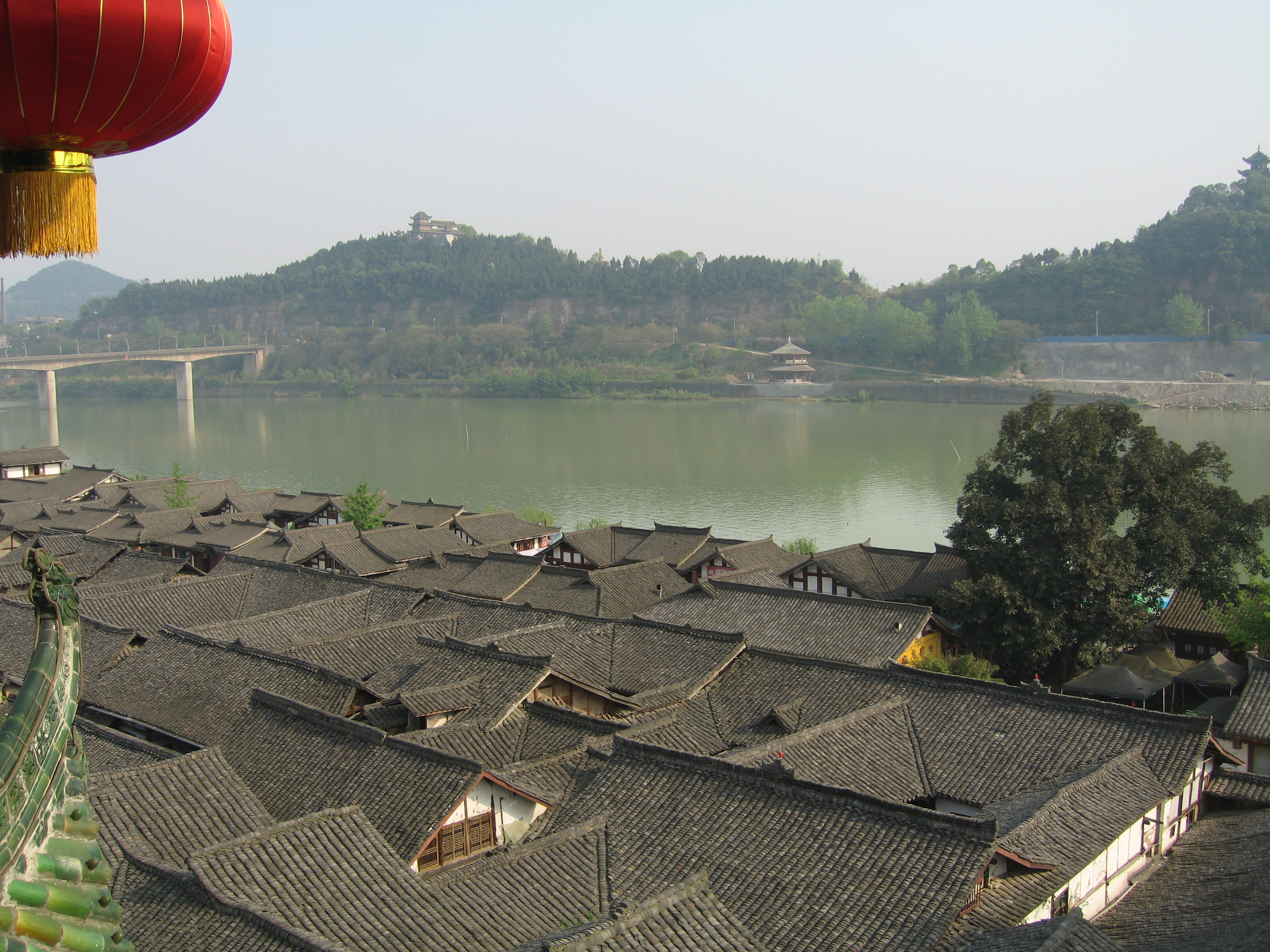
登高-阆中古城一角

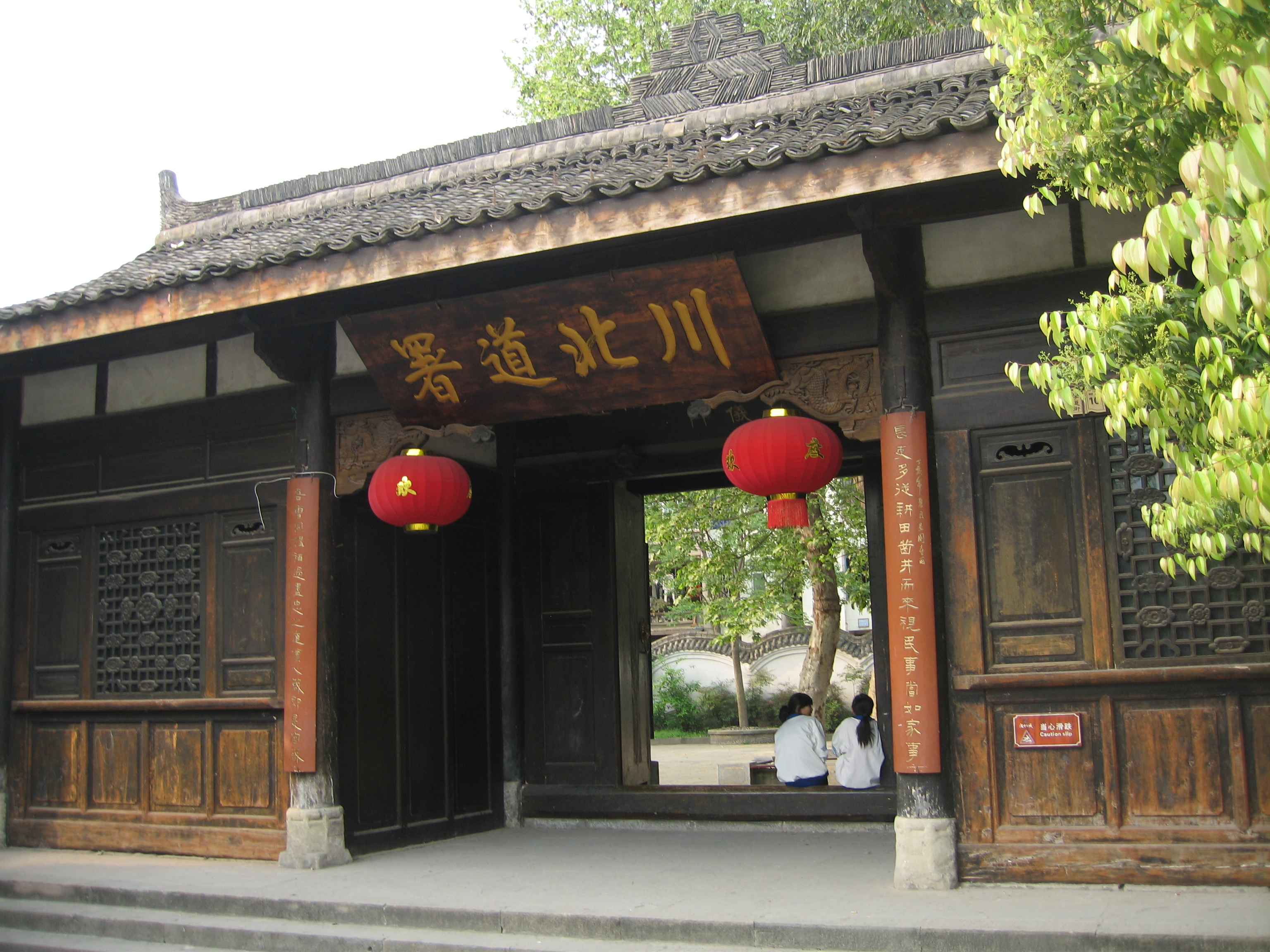
川北道署

- 南充市陳壽故居萬卷樓風景區
- 四川省南充市北湖公园
- 四川省南充市栖乐山风景区
- 四川省南充市凌云山风景区
- 南充市阆中古城
- 南充市仪陇县琳琅山朱德故居风景区
- 南充市营山县太蓬山风景区
- 南充市营山县望龙湖国家湿地公园
- 南充市营山县清水湖国家湿地公园
- 南充市高坪区南充白塔
- 南充市高坪区金城山森林公园
- 南充市高坪区磨尔滩水库公园
- 西充县百佛寺，青岩洞，张澜故里
- 蓬安县嘉陵第一桑梓

### 全国重点文物保护单位
- 朱德故居（含朱德诞生地）
- 张桓侯祠
- 阆中永安寺
- 五龙庙文昌阁
- 玉台山石塔
- 无量宝塔
- 醴峰观
- 张澜旧居
- 阆中观音寺
- 西充文庙
- 巴巴寺
- 川北道贡院
- 禹迹山摩崖造像
- 大像山摩崖造像
- 丁氏庄园

## 教育

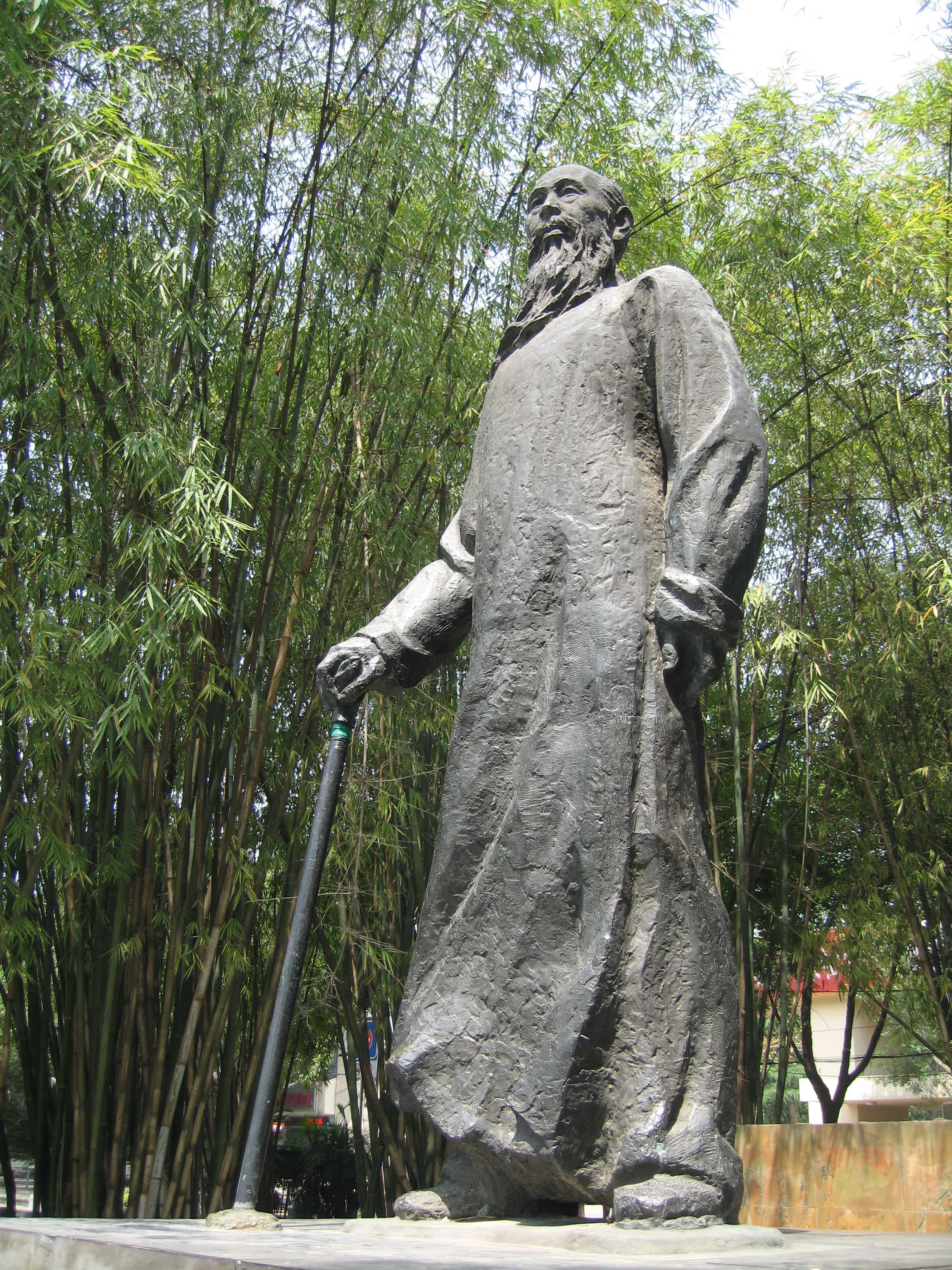
南充著名教育家张澜先生雕像

### 高校
- 西南石油大学南充校區
- 西华师范大学
- 川北医学院
- 南充职业技术学院
- 南充科技职业学院
- 南充电影工业职业学院
- 南充文化旅游职业学院

### 普通高中
- 南充高中(顺庆、嘉陵、临江、高坪）
- 顺庆区
- 南充一中
- 南充六中
- 南充九中
- 南充十中
- 西华师大附中
- 高坪区
- 白塔中学
- 龙门中学
- 高坪中学
- 南充十一中
- 嘉陵区
- 嘉陵一中
- 李渡中学
- 南充十八中
- 道鑫双语学校
- 阆中市
- 阆中中学
- 东风中学
- 河溪中学
- 川绵外国语学校
- 北大博雅骏臣公学
- 南部县
- 南部中学
- 南部二中
- 南部三中
- 建兴中学
- 东坝中学
- 东辰中学
- 西充县
- 西充中学
- 晋城中学
- 九龙艺术高中
- 仪陇县
- 仪陇中学
- 宏德中学
- 仪陇二中
- 马鞍中学
- 营山县
- 营山中学
- 营山二中
- 小桥中学
- 华英实验学校
- 燕园金秋中学
- 蓬安县
- 蓬安中学
- 周口中学
- 蓬安二中
- 南充启睿实验学校

### 中职中师
- 南充师范学校
- 南充中专
- 南充卫校
- 南充技师学院
- 南充电子工业学校

## 特产
南充冬菜、南充丝绸：中国地理标志产品。

### 特色小吃
- 川北涼粉
- 营山凉面
- 鍋盔涼粉
- 顺庆羊肉米粉
- 河舒豆腐
- 油茶馓子
- 张飞牛肉